# M. Patate (jouet)
Pour les articles homonymes, voir M. Patate.
M. Patate (aussi appelé Monsieur Patate) est un jouet destiné aux enfants permettant de créer différentes combinaisons amusantes sur un corps en forme de pomme de terre (familièrement appelée patate).
Il est constitué d'une tête en plastique et de plusieurs éléments décoratifs (moustache, chapeau, nez, etc.).

## Historique
Créé par l'inventeur George Lerner (en) en 1949, Monsieur Patate est commercialisé aux États-Unis pour la première fois en 1952, sous le nom de Mr. Potato Head, par Hasbro. La même année il est le premier jouet à bénéficier d'une publicité télévisuelle. Il s'agit alors d'un ensemble d'accessoires en matière plastique à ficher sur un légume qui fait office de tête ; il est ainsi possible de fixer sur une pomme de terre des mains, des pieds, un nez, des yeux, des oreilles, une bouche, un couvre-chef, des lunettes, une pipe, des cheveux, des sourcils, etc. Le but de George Lerner est de faire aimer les légumes aux enfants.
Mme Patate apparaît dès 1953 et se marie avec M. Patate le jour de la Saint-Valentin, ce qui donne naissance à toute une gamme de produits : la voiture du couple, leur bateau, leur avion, etc.
En 1964, les corps de M. et Mme Patate deviennent tout en plastique et le jouet devient mobile (articulations des bras) ; Hasbro développe de nouveaux accessoires : canne à pêche, outils, aspirateur, guitare, etc.
En 1974, sa morphologie est modifiée : le corps et la tête fusionnent et le jouet double de taille. En 1988, de nouveaux accessoires sont mis en vente, ainsi que le premier baril rempli de pièces interchangeables.
En 1992, pour célébrer les quarante ans de M. Patate, les magasins commercialisent un ensemble de quinze pièces à assembler sur la patate à trous.
À partir de 1995, il devient un personnage récurrent de film d'animation : on le retrouve dans Toy Story (1995), Dany, le chat superstar (1997), Toy Story 2 (1999), Toy Story 3 (2010) et Toy Story 4 (2019). Par la suite, Mme Patate fait son apparition dans Toy Story 2 comme la femme de M. Patate. Dans ce film, elle encourage les troupes et donne des recommandations pour la mission de sauvetage[source insuffisante]. Dans Toy Story 3, Mme Patate est dans un coffre à attendre que quelqu’un trouve son œil perdu. Elle apparaît également dans Toy Story Toons (en).
En février 2021, l'entreprise Hasbro annonce enlever « monsieur » et « madame » de la marque et du logo « afin de promouvoir égalité des genres et inclusion »,. Poursuivant une démarche de lutte contre l'hétéronormativité, la firme annonce également l'arrivée de kits « famille » permettant la construction de deux papas ou deux mamans patates.

## Déclinaison
Comme toute célébrité, Monsieur Patate a été l'objet de déclinaisons et d'inspirations, comme PataStarck, un M. Patate créé par le célèbre designer Philippe Starck, ou Darth Tater, un M. Patate habillé comme Dark Vador.